# Pârâul Cârjei
Pârâul Cârjei – wieś w Rumunii, w okręgu Neamț, w gminie Borca. W 2011 roku liczyła 681 mieszkańców.